# Slaget ved Ipsos
 Der er for få eller ingen kildehenvisninger i denne artikel, hvilket er et problem. Du kan hjælpe ved at angive troværdige kilder til de påstande, som fremføres i artiklen.

Slaget ved Ipsos i år 301 f.Kr. i det vestlige Lilleasien er en af de mange konfrontationer mellem Alexander den Stores efterfølgere i den såkaldte diadoch-periode.
Ipsos-slaget blev udkæmpet mellem den mægtige Antigonos Monophthalmos og dennes søn Demetrios Poliorketes på den ene side og en koalition af Lysimachos, Seleukos Nikator og Kassandros på den anden side. Mange detaljer fra selve slagets gang er ukendte, men det vides dog, at en af hovedårsagerne til antigonidernes nederlag var, at Demetrios (som anførte kavaleriet) blev adskilt fra infanteriet, hvilket betød at den antigonidiske hær var utrolig sårbar. Den 81-årige Antigonos opholdt sig blandt infanteriet og sammen med mange af sine soldater faldt han i kampens hede. 
Et af koalitionens vigtigste våben i slaget var Seleukos' 500 krigselefanter, som han kort forinden havde erhvervet gennem en fredstraktat med den indiske kejser Chandragupta.

## Slagets konsekvenser
Demetrios nåede at flygte fra det katastrofale nederlag ud til den lilleasiatiske vestkyst. Herfra sejlede han til Cypern, hvor han samlede de tilbageværende antigonidiske ressourcer og kræfter til endnu en omgang i det storpolitiske magtspil. 
I Asien blev Antigonos's besiddelser delt imellem koalitionens medlemmer, som også talte Ptolemaios Soter af Egypten, selv om denne ikke havde deltaget i slaget. 
Lysimachos erhvervede sig Lilleasien frem til Taurus-bjergene (med undtagelse af et par antigonidiske bastioner og et par selvstændige stater i den nordlige del), Seleukos fik det nordlige Syrien, Kassandros bror fik Kilikien, og Ptolemaios fik Palæstina og størstedelen af Fønikien. Besiddelsen af Palæstina, Fønikien og Syrien (Koilesyrien) blev fra nu af et stridspunkt imellem Ptolemaios og Seleukos.
Det lykkedes Demetrios at forsvare og beholde et par vigtige havnebyer i Fønikien og Ionien(i det sydvestlige Lilleasien) samt herredømmet over Cypern og et par græske øer. Desuden havde han stadig dele af Grækenland og flådeherredømmet i Ægæerhavet.
Ipsos-slaget ødelagde antigonide-imperiet og det arbejde, som antigoniderne havde gjort for at samle Alexander den Stores arv under deres herredømme. Antigonide-dynastiet fortsatte dog med at udgøre en magtfaktor, men imperiedrømmen var efter Ipsos næsten et umuligt mål.